# Manaraga
De Manaraga (Russisch: Манарага) is een bergtop in de Subarctische Oeral met een hoogte van 1.820 m . Bestuurlijk gezien ligt de berg in de Russische autonome republiek Komi. De piek is sterk gespleten en telt 5 tot 7 spitsen. Gezien vanaf de rivier de Manaraga is de tweede spits van rechts de hoogste. De etymologie vanuit het Wogoels is onduidelijk. Volgens een verklaring betekent de naam "berenpoot" en volgens een andere iets als "machtige kras". Nabij de berg stromen de rivieren de Manaraga en Kosjoe.
Tot 1927, toen de Narodnaja werd ontdekt in de Subarctische Oeral, werd de Manaraga beschouwd als de hoogste berg van de Oeral. Dit kwam mede doordat de berg geïsoleerd ligt, waardoor de impressie werd gewekt dat het om een zeer hoge berg ging.

## Zie ook

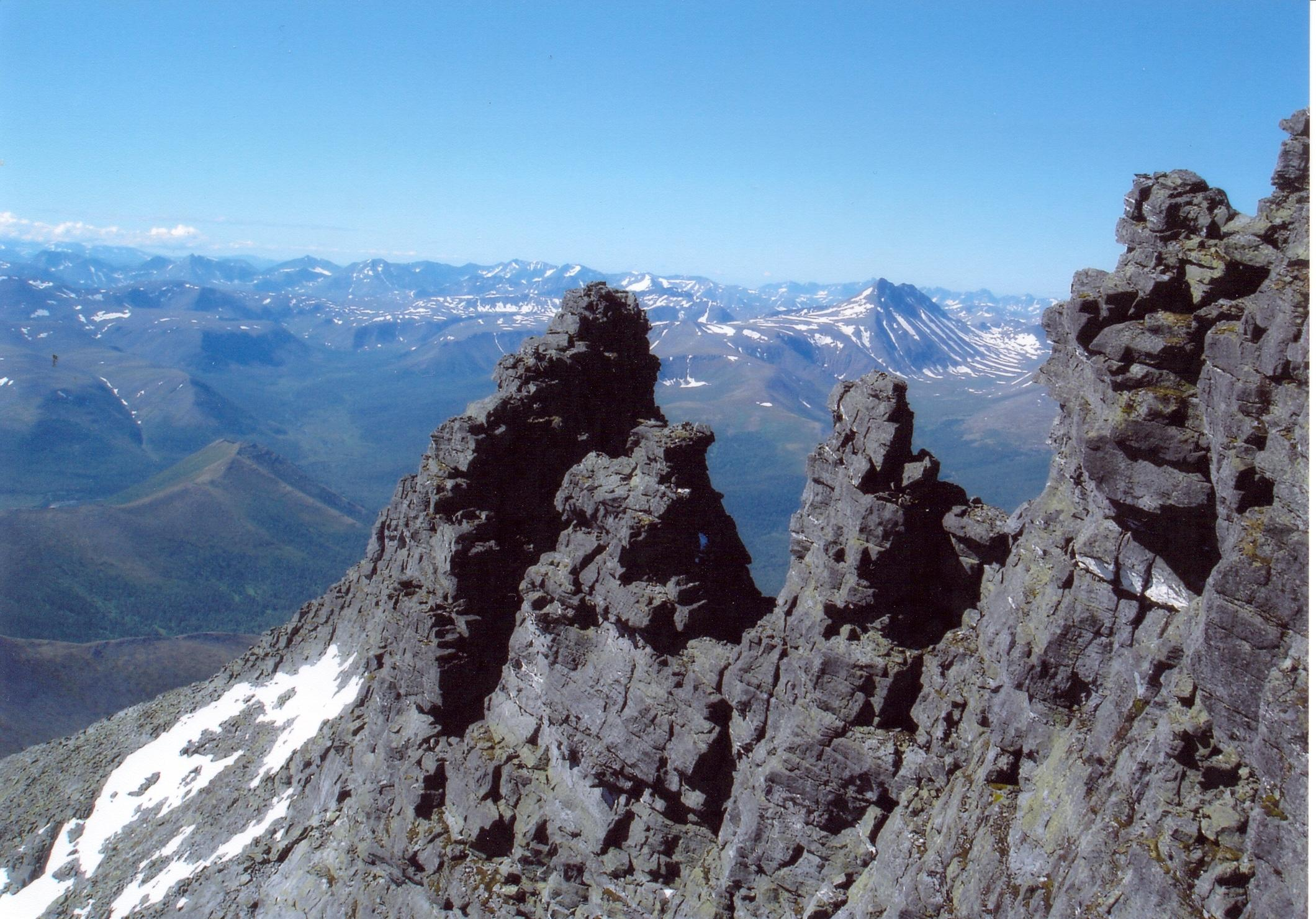
Enkele van de spitsen van dichtbij